# Base aérea de Scherger
A Base aérea de Scherger (IATA: YBSG) é a mais recente base aérea construída pela Real Força Aérea Australiana (RAAF). É uma de três bases aéreas da RAAF que estão situadas no norte do continente australiano e que serão usadas em caso de emergência. Foi inaugurada no dia 5 de Agosto de 1998 pelo então primeiro-ministro John Howard.